# マグナム (実包)

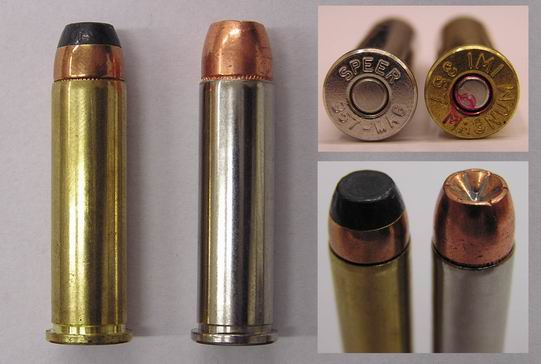
.357マグナム弾

マグナム（Magnum）とは、同一口径の平均的な実包と比較して装薬量を増やした弾薬、およびそれらを使用する銃器の名称ならびに商標である。

## 解説
酒類の増量ボトルを指す「マグナム」を語源としている。一般に、弾丸にはすでに存在している製品を用い、ケース（薬莢）を通常より長くしたりネックの角度を強くしたりすることで薬莢の内容量を増加させて、より多くの火薬が入るようにしている。
ハンドガン用のマグナム弾の場合、火薬がライフル弾に使用されるような遅燃性ではなく、拳銃の短いバレルでも弾頭に十分なパワーを伝えるために散弾銃のものとは異なる拳銃弾薬独自の速燃性のものを大量に用いたり、ライフル弾に使用されるような（同一ではない）遅燃性ガンパウダーを用いる等、マズルエネルギーを増やすよう工夫された弾薬も多い。他の銃種であっても、より威力を発揮できる方向に装薬の種類を最適化する場合もある。
火薬量だけ見ればホットロードと似ているが、ホットロードでは既存の弾丸・薬莢を用い、発射薬だけを増やして強装弾とするのに対し、マグナムでは既存の弾丸と拡大型の薬莢を組み合わせ、当初からそれだけの火薬を使用できるようデザインされている点で異なる。事実、大部分のマグナム弾はメーカーにより作成されたファクトリーロードの弾薬である。ただしマグナム弾の規格自体が通常の弾薬よりも強度面などでパワーアップに有利な側面を持つため、マグナム弾をさらにホットロード化した弾薬も製作される事がある。
実包の開発経緯によっては、マグナム弾でなかったものがマグナム相当の物になってしまう事がある。例を挙げれば.308ウィンチェスター(7.62mm×51)は元々.30-06スプリングフィールド(7.62mm×63)の短縮版であるため、.308から見れば.30-06はマグナム弾に相当するし、.30-06から見れば.308はカービン弾となる。同様の例は.45ACP(11.43mm×23)を短縮した.45GAP(11.43mm×19)がある。
ガンスミス（Gunsmith）によって開発されたものの、量産されていない銃弾及びカスタム・カートリッジをワイルドキャットと呼ぶ。また、.45ロング・コルトを延長した.454カスールのように、実質的にはマグナム弾だがマグナムの名を冠さないものも存在している。
ことアメリカにおいては、大口径のマグナム弾使用拳銃は大威力を好む愛好家向けの商品と見られる場合が多い。それはたしかに一面の真実ではあるが、ライフルなどの大型銃器が必要だった用途の一部を拳銃で代替することが可能となるため、単なる個人的な好みとは別に実用品としての需要もかなりの比率で存在している。具体的には、グリズリー生息地域での護身用がわかりやすい例と言える。熊を倒せるだけの最低限の威力と持ち運びの容易な軽量さを兼ね備え、しかも発砲する機会は滅多に無いため、多少の扱い難さや反動の大きさは問題にならない。このような用途では、.44マグナム以上のリボルバーが最良の選択とされている。

## 代表的なマグナム実包
以下にある“ライフル弾からの改造”とは、主にライフル薬莢のネックを落とす加工の事。
初活力(マズルエネルギー：Muzzle Energy　銃口を飛び出した直後の弾丸が有する運動エネルギー)については有名メーカーの市販品（ファクトリーロード）のデータ、弾頭重量とリロードによって若干の調整は可能。発射する銃によって初速が変わるので、あくまでも一例としてフィート重量ポンド(ft-lbs)を記載する。
また、初活力の単位は他にもあり、J(ジュール)、PF(パワーファクター)等があるが、それぞれ計算式の違いにより多少の差がでる。
威力は弾頭形状、コーティングの有無、標的の材質など様々な要因により大きく変わる為、初活力だけを元にして求めることはできない。

### 拳銃弾
.22WMR（.22 Winchester Magnum Rimfire）
「.22マグナム（.22 Magnum）」とも呼ばれる、.22口径(5.56mm)リボルバー・オートマチック両用実包のマグナム弾。リムファイア弾である。高い弾頭初速を持ち、非常に貫通力に優れる。小口径ライフル用としても使用される。代表的な銃はコルト・トルーパー、ハイスタンダード・デリンジャーなど。弾頭重量34グレイン、初活力 約330ft-lbs。
.22レミントン・ジェット（.22 Remington Jet）
「.22ジェット（.22 Jet）」、「.22センターファイアマグナム（.22 Center Fire Magnum）」、「.22 CFM」とも呼ばれる、.22口径弾のなかでいちばん強力（1980年時点）であったセンターファイアリボルバー用実包。S&W M53用。
.357マグナム（.357 Magnum）
.38口径(9mm)リボルバー用実包のマグナム弾。禁酒法時代の治安悪化を背景に強力な拳銃弾が求められたことから、.38口径弾の発展形として1934年に実用化されたもので、拳銃用のマグナム弾としては最も歴史が古い。.38スペシャル弾と弾丸と薬莢の径が共通で、薬莢長を長くしているため、.357Mag対応のリボルバーまたはオートマチックであれば、.38SPを装填して安全に撃つことも可能。この逆は無理で.38SP専用銃のシリンダーやマガジンには.357Magは長過ぎて納まらず、安全のために間違えて装填しないように考慮されている。法執行機関(警察)でも1980年代迄のリボルバー全盛時代においては最もメジャーな弾薬であった。代表的な銃はS&W M19、コルト・パイソンなど。オートマチックではデザートイーグルに.357モデルがある。弾頭重量158グレイン、初活力 約540ft-lbs。
.357オートマグピストル（.357 AutoMagPistle）
.357オートマグ用に開発された、.38口径(9mm)オートマチック用実包のマグナム弾。通称.357AMP。後述する.44オートマグピストルと同じ理由で普及しないままに終わった。

.41レミントン・マグナム（.41 Remington Magnum）
.41口径(10.4mm)リボルバー用実包のマグナム弾。実用性・威力共に中途半端なため、あまり普及しなかった。代表的な銃はS&W M57、スタームルガー・ブラックホークなど。弾頭重量175グレイン、初活力 約600ft-lbs。
.41AE（.41 Action Express）
.41口径(10.4mm)オートマチック用に.41マグナムの火薬量をやや減らした実包。競合する.40S&Wと口径・性能共に近く、アメリカでは市場占有率争いに負けて以降は採用する銃は無い。殆ど流通もしていないが、ヨーロッパや中東では.40S&Wよりも広く普及している。代表的な銃はジェリコ941など。弾頭重量180グレイン、初活力 約320ft-lbs。
.44レミントン・マグナム（.44 Remington Magnum）
.44口径(11.2mm)リボルバー用実包のマグナム弾。1955年に当時世界最強の市販拳銃弾として、S&W M29と共に販売開始。本来はアメリカでシカなどの中型獣をハンドガン・ハンティングしたり、ライフル・ハンターのサイドアーム等の目的で開発されたという経緯があり、クマを倒せる最低限の威力を持つ狩猟用弾薬としてデザインされた。用途が特殊であったこともあり、長らくは一部のハンターが知る程度のマイナーな弾薬であった。1971年公開の大ヒットクライムサスペンス映画『ダーティハリー』の劇中で、クリント・イーストウッド演じる主人公ハリー・キャラハン刑事が使用したことで、一躍有名となる。マグナム弾という存在を一般層にまで認知させた立役者でもあり、それ以後、映画や漫画に登場する機会も爆発的に増えることとなる。代表的な銃はS&W M29、デザートイーグルなど。弾頭重量240グレイン、初活力 約740ft-lbs。
.44オートマグピストル（.44 AutoMagPistle）
44オートマグ用に開発された、.44口径(11.2mm)オートマチック用実包のマグナム弾、通称.44AMP。7.62x51mm_NATO弾をネックの手前でカットし、.44口径の弾頭を付けたもの。威力そのものは.44マグナムを上回ったが、オートマグ自体に動作不良が多く、更には初期において弾薬が市販されず、自分でライフル弾から改造する必要があったことなどから、普及しないままに終わった。弾頭重量240グレイン、初活力 約1100ft-lbs(ライフル弾改造弾薬の参考値)。
.45WinMag（.45 Winchester Magnum）
.45口径(11.4mm)オートマチック用実包のマグナム弾。代表的な銃はLAR グリズリーなど。弾頭重量260グレイン、初活力 約830ft-lbs。
.454カスール（.454 Casull）
.45口径(11.4mm)リボルバー用実包のマグナム弾。開発は1957年と古くから存在はするものの、近年の金属材料の改良と加工技術の発展によって実用に堪えるリボルバーが発売されるまでは完全に忘れられた存在であった。威力は概ね.44マグナムの2倍前後。後に弾丸を開発したディック・カスール自身がウェイン・ベイカーと共にフリーダムアームス社を立ち上げ、1983年に.454カスール弾仕様の、フリーダムアームス・モデル83と共に販売したことにより、44マグナムは“市販拳銃弾で世界最強”の地位を明け渡した。代表的な銃はスーパーレッドホーク、トーラス・レイジングブルなど。弾頭重量300グレイン、初活力 約1800ft-lbs。
.460S&Wマグナム（.460 Smith&Wesson Magnum）
.46口径(11.63mm)リボルバー用実包のマグナム弾。2005年販売開始のS&W M460用に新規設計された。大口径でありながら高速性と貫通力の高さを重視しており、通常バリエーションの他にライフル弾のように弾頭が尖った形状をした実包も販売されている。弾頭重量200グレインでは2300ft/s(700m/s)の大台に到達し、この速度は小口径高速弾である5.7x28mm弾とほぼ同じ速度である。最強でアピールする.500S&Wマグナム弾に対し、最速を謳い文句にしている。代表的な銃はS&W M460。弾頭重量260グレイン、初活力 約2300ft-lbs。
.480ルガー（.480 Ruger）
.48口径(12.1mm)リボルバー用実包のマグナム弾。2003年にスターム・ルガー社からスーパーレッドホーク向けのバリエーションの一つとして登場。口径の大きさの割に装薬量が少なく、.44マグナムよりも強く.454カスールより扱いやすい銃弾を目指して開発された。しかし、同時期に.500S&Wマグナム弾とS&W M500が登場したことで、話題性が薄れ流行らなかった。代表的な銃はスーパーレッドホーク弾頭重量325グレイン、初活力 約1300ft-lbs。
.50AE（.50 Action Express）
.50口径(12.7mm)オートマチック用実包のマグナム弾。2014年現在で、実用のオートマチック用拳銃弾としては最高クラスの威力を持っている。代表的な銃はデザートイーグル、オートマグV、LAR グリズリーなど。弾頭重量325グレイン、初活力 約1500ft-lbs。
.500ラインバー（.500 Linebaugh）
.50口径(12.7mm)リボルバー用実包のマグナム弾。ジョン・ラインバーによって1980年代後半に開発されたが量産されず、自分でライフル弾から改造する必要があったため、一部のマニア向けに留まった。代表的な銃はスタームルガー・ビズリーカスタム。弾頭重量435グレイン、初活力 約1600ft-lbs。
.500S&Wマグナム（.500 Smith&Wesson Magnum）
.50口径(12.7mm)リボルバー用実包のマグナム弾。2003年販売開始のS&W M500と共に登場した。.454カスールを超えることを目指して開発され、.44マグナムのおよそ3倍、.454カスールの34%増という強力なパワーを持つ。2014年の段階では、これが最大最強の市販拳銃弾である。代表的な銃はS&W M500、トーラス・レイジングブルなど。弾頭重量400グレイン、初活力 約2800ft-lbs。
なお、上記の口径はメーカー発表の数値で、きりのいい数字で表しているために括弧内のmm数値も参考程度にしかならず、正確な数値ではない。例として、500S&Wマグナムは50口径（1口径=0.01インチ）となっているが、実際の弾丸径は0.492インチであり、正確に表記すれば49口径になる。また、初活力（マズルエネルギー）は弾頭・メーカー・使用銃器により変わってくるため、上記の値は目安に過ぎない。特に拳銃弾をサブマシンガンで射出した場合、バレルの長さの違いから拳銃で射出した際の初活力より大きくなる傾向がある。

### ライフル弾
.30ウィンチェスターマグナム（.300 Winchester Magnum）
.30口径(7.62mm)ライフル用マグナム弾。7.62mmNATOとして有名な.308ウィンチェスター弾の原型である.30-06弾を更に延長したもの。代表的な銃はワルサーWA2000など。弾頭重量180グレイン、初活力 約3400ft-lbs。
.300WSM（.300 Winchester Short Magnum）
.30口径(7.62mm)ライフル用マグナム弾。.300Win Magと同じコンセプトで開発されたが、既存の.308Rem用のレシーバーを小改修で使えるように、薬莢長でなく薬莢径を太くして火薬量を増した弾丸。弾頭重量180グレイン、初活力 約3500ft-lbs。
.338ラプア・マグナム（.338 Lapua Magnum）
.338口径(8.58mm)ライフル用マグナム弾。7.62mmNATO弾の2倍近くの威力を発揮するために、長距離射撃やビッグゲームハンティング（大型獣対象の狩猟）に適する。代表的な銃はAIアークティクウォーフェアなど。弾頭重量250グレイン、初活力 約4800ft-lbs。
.460ウェザビー・マグナム（.460 Weatherby Magnum）
.458口径(11.63mm)大型獣狩猟用マグナム弾。アフリカゾウを1発で即死させるほどの破壊力を持ち、市販の狩猟用弾薬としては世界最強クラスの威力を誇る。それまでエレファントガンとして幅をきかせていた.600ニトロ・エクスプレスに対し、.460ウェザビー は2700ft/s(790m/s)という高初速にものをいわせ、威力の点で差をつけた。その驚異的な貫通力から、近年はクジラの密猟にも使用され話題となった。代表的な銃はウェザビー・マークVライフルなど。弾頭重量500グレイン、初活力 約8100ft-lbs。
.50口径機関銃弾（.50 Browning Machine Gun）
.50口径(12.7mm)ライフル用実包のマグナム弾、通称.50BMG。名前の通りに機関銃弾として用いられる他、対物ライフルにも使用される。弾道特性に優れ、使用銃によっては有効射程2,000mを誇る。代表的な銃はブローニングM2重機関銃、バレットM82など。弾頭重量800グレイン、初活力 約14800ft-lbs(銃弾種類と使用銃により大きく変動)。
.577 T-REX（.577 Tyrannosaur）
.585口径(14.9mm)大型獣狩猟用マグナム弾。
A-Square社が開発した狩猟用では世界最強を誇るワイルドキャット・カートリッジ。その名の通り、「史上最強の肉食獣ティラノサウルスをも一撃で倒せるだけの威力がある弾薬」というコンセプトの元、アフリカン・デンジャラス・ゲーム・ハンター（アフリカで危険な猛獣を対象に狩猟を行うプロフェッショナル・ハンター）の要望により製作されたライフル・カートリッジ。このカートリッジもまた、イヌイットが捕鯨に使用しており、急所に命中すれば巨大なクジラをも一撃で即死させる驚愕の破壊力を誇る。代表的な銃は、A-Square Hannibal Model Rifle。弾頭重量750グレイン、初活力 約10200ft-lbs
.600ニトロ・エクスプレス（.600 Nitro Express）
.60口径(15.24mm)の狩猟用マグナム弾。象撃ち銃として有名なイギリスのホーランド&ホーランド・ダブルライフル用のカートリッジとして開発された。この弾は1958年に.460ウェザビー・マグナムが登場するまでの間、市販の狩猟用弾薬としては世界最強だった。このライフル弾を何としても拳銃で撃つべく開発されたのがPfeifer Zeliska（プファイファー・ツェリスカ）である。弾頭重量900グレイン、初活力 約7500ft-lbs。
.700ニトロ・エクスプレス（.700 Nitro Express）
.70口径(17.78mm).50BMGなどの対物およびマシンガンカートリッジに迫る薬装量を持つ狩猟用マグナム弾。この実包はイギリスの大口径好きハンターが、イギリスの高級ライフルメーカーであるホーランド&ホーランド社に特注して作らせたもので市販の商業ベースには乗らず、カスタムオーダーとして受注生産している弾である。代表的な銃はホーランド&ホーランド ロイヤル・ダブルライフルなど。弾頭重量1000グレイン、初活力 約8900ft-lbs。

### 散弾
12ゲージショットガンでは通常シェル長が2・3/4インチの物を使うが、これを3インチにした物をマグナム弾と呼んでいる。2・3/4インチ専用のモデルは3インチマグナムシェルは使えないが、3インチ対応モデルでは2・3/4インチ通常シェルも使用可能である。
ただし、12ゲージ3インチシェルのものの中には、鉛散弾から鉄散弾に切り替えた際の威力低下を防ぐ目的のものもあり、その場合には装薬量は増えない（増えたのは散弾の体積だが、鉛より鉄の方が比重が軽いため、必ずしも散弾質量が増えているわけではない）。この場合には、見かけはとにかく、厳密にはいわゆる「マグナム弾」の定義にはあてはまらない。